# Puerto Escondido (Honduras)
Puerto Escondido é uma localidade e sítio arqueológico do Departamento de Cortés, em Honduras. Nessa localidade foram encontrados alguns dos vestígios mais antigos de uma plantação de cacau tendo sido datado de 1100 a 1400 a.C..